# Cylindre du Marboré
Pour les articles homonymes, voir Cylindre (homonymie).
Le cylindre du Marboré ou pic du Cylindre (3 325 m) (souvent abrégé en « le Cylindre ») est un sommet des Pyrénées espagnoles.

## Toponymie
Vient de sa forme cylindrique et de Marboré qui signifierait marbre, la signification serait donc le cylindre de marbre, bien que le massif ne soit pas en marbre. Marboré s'applique à plusieurs sommets de la zone, visibles depuis la France, tels que le pic du Marboré ou encore l'épaule du Marboré. On peut citer deux hypothèses :
- la présence d'une ancienne carrière de marbre au pied de la zone ;
- les premières théories géologiques du XVIIIe siècle supposaient que le massif du Mont-Perdu était composé d'un calcaire spécialement dur, en l'occurrence du marbre, roche métamorphique dérivée du calcaire.

## Géographie
Le cylindre du Marboré se situe en Espagne dans le massif calcaire du Mont-Perdu, lui-même situé dans la province de Huesca en Aragon.

### Topographie
Le cylindre du Marboré fait partie, avec le mont Perdu et le soum de Ramond, de l'ensemble des Trois-Sœurs (Tres Sorores en espagnol) qui forme l'ensemble culminant du massif du Mont-Perdu. Le cylindre du Marboré est le sommet le plus au nord-ouest des Trois-Sœurs.

### Géologie
La forme particulière du cylindre du Marboré semble indiquer un effondrement des couches rocheuses autour du sommet. En effet, le massif du Mont-Perdu est composée globalement de « grès du Marboré » localement conglomératique (Campanien-Maastrichtien), mais recouvert d'une nappe de calcaire pour ses plus hauts sommets et sa partie occidentale. Toutefois, au niveau du haut du cylindre, la couche de grès congloméré affleure alors que, à la base du cylindre, se retrouvent des éboulis et les couches de calcaires, comme si ces dernières s'étaient effondrées autour du sommet.

## Accès

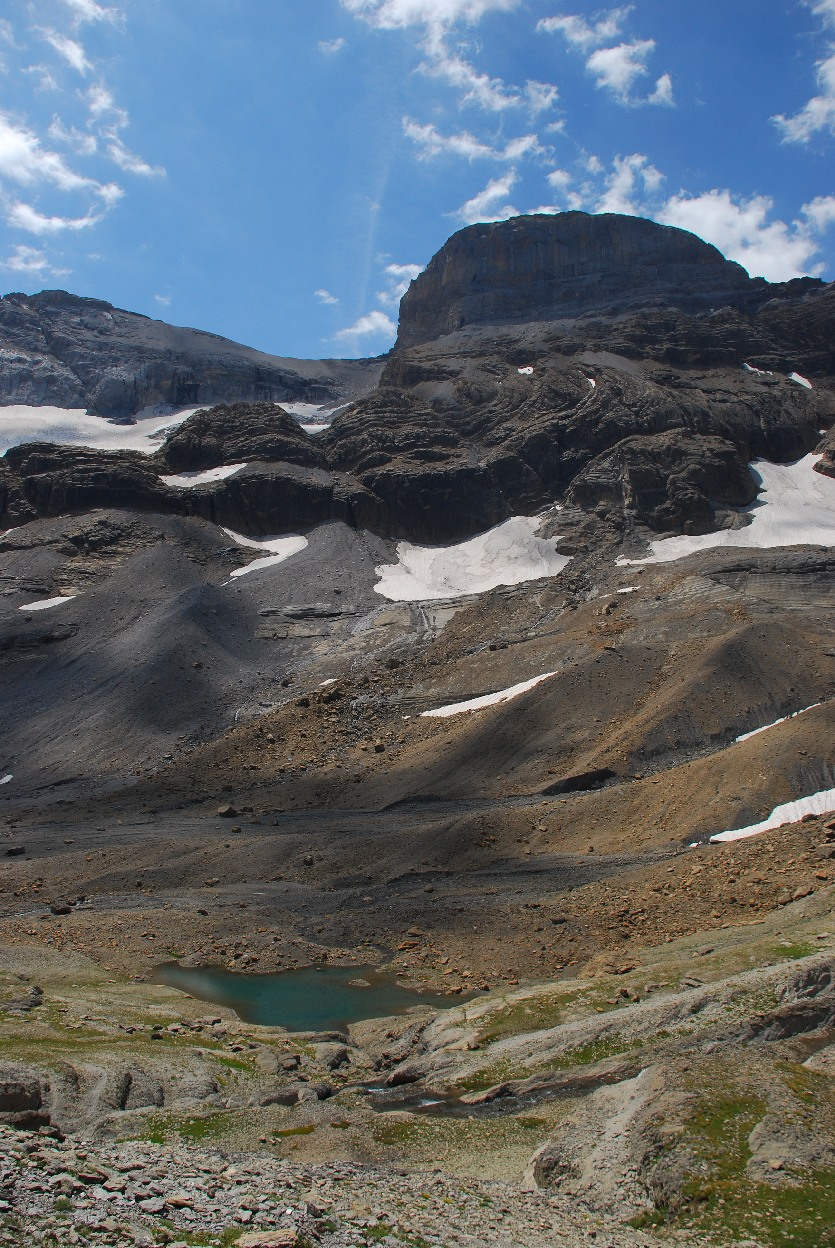
Itinéraire vers le cylindre du Marboré en partant du lac Glacé.

L'accès classique consiste à rejoindre l'étang Glacé, situé juste sous le col du Cylindre lui-même situé entre le mont Perdu et le cylindre du Marboré. Ensuite, il faut gravir un épaulement situé au sud-sud-ouest de l'étang, on arrive alors sur un replat. On atteint ainsi la base d'une cheminée orientée vers le sud (une corde fixe était présente en 2010). Après avoir gravi cette cheminée on se trouve sur la crête dont il suffit de suivre le fil pour atteindre le sommet.

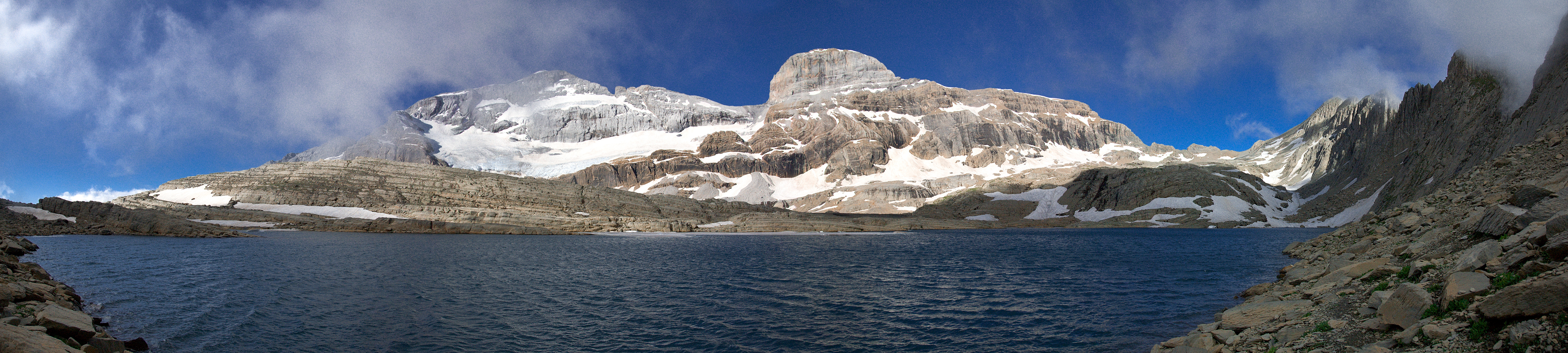
Le mont Perdu et le pic du Cylindre au centre, vus depuis le lac Glacé du Marboré, versant espagnol dans le parc national d'Ordesa et du Mont-Perdu.